# Gare de Satigny
La gare de Satigny est une gare ferroviaire située sur la commune de Satigny, dans le Canton de Genève ouverte lors de la mise en service de la ligne de chemin de fer Lyon-Perrache à Genève. 

## Situation ferroviaire
Établie à 416 mètres d'altitude, la gare de Satigny est située au point kilométrique (PK) 158,500 de la ligne de Châtelaine (bif) à la frontière vers Bellegarde entre les gares ouvertes de Russin et Zimeysa.

## Historique
Comme pour la gare de Genève, de Vernier-Meyrin Cargo et de La Plaine, la gare de Satigny est construite en 1857 par la compagnie de chemin de fer de Lyon à Genève qui fusionnera avec la Compagnie PLM (Paris-Lyon-Marseille), selon les plans de l'architecte Raymond Grillot et correspond au modèle-type des gares de troisième ordre de cette ligne, c'est-à-dire une construction en maçonnerie, deux niveaux avec au rez, le service et à l'étage, l'appartement. Les combles sont également aménagés.
La ligne de chemin de fer de Lyon à Genève est inaugurée le 16 mars 1858 et deux jours plus tard suit l'ouverture à l'exploitation commerciale. Cette ligne de chemin de fer est la première à desservir la gare de Genève, et dès le début, elle est construite à double voie. Elle est électrifiée en 1956 selon les normes françaises, soit sous une tension de 1 500 V à courant continu. Bien que desservie par la SNCF, la ligne Genève − La Plaine est nationalisée en 1913, après la création des CFF.
D'autres arrêts sont également construits : celui de Meyrin Vieux-Bureaux ainsi que l'arrêt Cointrin. Depuis août 2018 et d'ici fin 2019, la gare sera rénovée dans le cadre du Léman Express, avec des quais rallongés et rehaussés pour faciliter l'accès aux personnes à mobilité réduite.

## Service des voyageurs

### Accueil
La gare est composée de deux quais latéraux, équipés pour l'un d'un abri et pour l'autre bénéficiant de la marquise du bâtiment voyageurs, encadrant les deux voies reliés entre eux par un passage souterrain, et accessible depuis le nord par la route de la gare de Satigny.

### Desserte
La gare est desservie par les trains Léman Express L5 et L6 reliant les gares de Genève-Cornavin à respectivement celles de La Plaine et Bellegarde (France).
Les anciennes appellations commerciales françaises et suisses sont abandonnées au profit de Léman Express et des indices de lignes définitifs dès le 9 décembre 2018 : L5 (Genève-La Plaine) et L6 (Genève-Bellegarde).

### Intermodalité
La gare est desservie, par les lignes de bus 70, 71, 72, 73 et 74 des Transports publics genevois.